# Ботс, Мартиньш
Мартиньш Ботс (латыш. Mārtiņš Bots; род. 12 мая 1999, Сигулда, Рижский район) ― латвийский саночник, бронзовый призёр на XXIV зимних Олимпийских играх в Пекине, чемпион мира, двукратный чемпион Европы.

## Биография
Чемпион Европы 2022 года в эстафете (Санкт-Мориц).
На зимних Олимпийских играх 2022 года занял четвертое место в парном разряде (в паре с Робертсом Плуме) со временем 1: 57,419. Затем выиграл бронзовую медаль в санной эстафете.
В 2025 году на чемпионате мира в канадском Уистлере, Мартиньш в мужских двойках завоевал серебряную медаль.